# يهود (مستوطنة)
يهود (יהוד) مستعمرة زراعية سابقة أنشأها مستوطنو بتاح تكفا في نهاية عام 1882. كانت تتألف من سبعة مساكن وكنيس وحمام عام. هُجِرت المستعمرة في عام 1893. وفي عام 1972،تم ترميم المنزل الوحيد المتبقي من زمن الهجرة الأولى. ويقع المنزل الآن في وسط مدينة سافيون ويسمى "بيت هريشونيم" وفيه نادي ومكتبة عامة.

## تاريخ المستوطنة
هجر المستوطنون الأوائل بتاح تكفا سنة 1881 وهم يوئيل موشيه سالومون ويهودا راب وشقيقه موشيه شموئيل رابالذي جاء ليحل محل الأب العزار والذي لم يتمكن من المشاركة في أعمال الاستيطان لكبر عمره، إلى جانب مجموعة من أحباء صهيون قادمين من مدينة بياويستوك البولندية وأرييه ليب فرومكن الذين بذلوا قصارى جهدهم في محاولة متجددة لتأسيس موطئ قدم في "أم المستعمرات". هذه المرة، وكدرس من مراحل الاستيطان الأولى، فضلوا الاستيطان في مكان ذي مناخ أكثر ملاءمة، بعيدًا عن بؤر البعوض المسبب للملاريا التي كانت في محيط نهر العوجا. "وقد تم شراء قطعة أرض مساحتها 140 دونماً بالقرب من قرية يهودية العربية، وأطلق عليها اسم "يهوديت" نسبة إلى المدينة القديمة التي ورثته سبط دان ويحد وبني براك وجت رامون" (سفر يشوع 19: 45). وقد أسس المستوطنون جمعية تعاونية وتولوا العمل الحر. تنقل المستوطنون كل صباح إلى بتاح تكفا لمسافة 7 كيلومترات لزراعة أرضهم، وفي المساء يعودون إلى يهوديت لمدة ساعة ونصف في كل اتجاه.
أصبحت يهود المستعمرة الجديدةأضعف وأضعف مع تعافي بتاح تكفا. بين عامي 1885 و1886، انتقل المزيد من المستوطنين بشكل دائم إلى بتاح تكفا بينما ظلت يهود "المركز الروحي" الذي يرأسه مردخاي جيمبل يافيه الذي أسس مدرسة يشيفا بيت مدراش. أرسل أبراهام مويال ممثل "عشاق صهيون" في فلسطين والذي واكب بتاح تكفا منذ بدايتها وفداً من ثلاثة أشخاص هم:إليعازر روكح وسكرتيره زاراخ بارنيت وشقيقه شالوم مويال، لتقديم تقرير من الميدان. اقترح روكح على مويال تغيير يهود من مستوطنة زراعية إلى "مكان للنشاط الصناعي"، إلى مستوطنة تعتمد على الحرفة وفي المستقبل على الصناعة. أصبح الوضع في مستعمرة يهود معقدا عندما تبين أن قطع الأراضي التي اشتراها الحاخام يحيئيل ميخل بينس كانت مدينة بالضرائب وضرائب الأملاك للحكومة العثمانية، وأن المنازل بنيت على أساس رخصة بناء مخصصة للبناء في القدس حيث كان لليهود قطعة أرض تسمى أيضًا "يهودية". وقد سبق له أن تمكن في السابق من تسوية الأوضاع مع السلطات العثمانية فيما يتعلق بأراضي كفار عقرون وغديرا ورخص البناء عليها، ونجحت جهود أبراهام مويال هذه المرة أيضًا وتم إزالة خطر إزالة المباني.
بحسب مذكرات يهودا راب، كما سجلها ابنه بنيامين في كتاب "الثلم الأول"، نشأ نزاع بين مستوطني يهودا وبتاح تكفا حول أي المستوطنتين ستحظى بدعم المنظمتين الداعمتين "أحباء صهيون" و"البارون روتشيلد". وتسببت زيارة كالونيموس زئيف فيسوتسكي لكلا المستعمرتين في عام 1885 في ترجيح كفة بتاح تكفا.
في عام 1887 زار البارون روتشيلد المستعمرة.
حوالي عام 1890، انضم إلى المستعمرة علماء ومثقفون ومن بينهم الحاخام يحيئيل ميخل بينس والمعلم إلياهو سابير والمؤرخ زئيف يايبتز.
مع وفاة الحاخام مردخاي جيمبل يافي في عام 1892، هــُـجرت المستوطنة.
تم تسليم أراضي مستعمرة يهود وأراضي الصندوق القومي اليهودي إلى مستوطنة "هيوفال" التي تأسست عام 1934 بأموال كيرين هايسود وعلى يد عمال بتاح تكفا نظموا عام 1928، عندما كانت أم المستعمرات تحتفل بيوبيل تأسيسها ولذلك سميت كفار هايوفال. وفي عام 1952 اندمجت موشاف "تدريجيًا" مع موشاف القرية الرافدة القريبة وسميت المستوطنة الموحدة كفار معاش.
"شارع يهود" في وسط بتاح تكفا يحيي ذكرى هذا الفصل من استيطان المنطقة.